# 牧神の午後 (バレエ)
『牧神の午後』（ぼくしんのごご、仏:  L'Après-midi d'un faune ）は、クロード・ドビュッシーの管弦楽曲『牧神の午後への前奏曲』（1894年）に基づいて作られたバレエ・リュス（ロシア・バレエ団）のバレエ作品。レオン・バクストが美術と衣裳を担当。同団の花形かつ伝説的なダンサーであるヴァーツラフ・ニジンスキーが初めて振り付けを担当し主演を務めた。バレエの筋書きは、ドビュッシーの作品にインスピレーションを与えたステファヌ・マラルメの詩『半獣神の午後』に拠っているが、振付は古典的なバレエの様式を全て否定した、モダンダンスの元祖ともいうべきものであり、露骨な性的表現と相まって、1912年にパリで初演された際には『春の祭典』と同様大きなスキャンダルとなった。

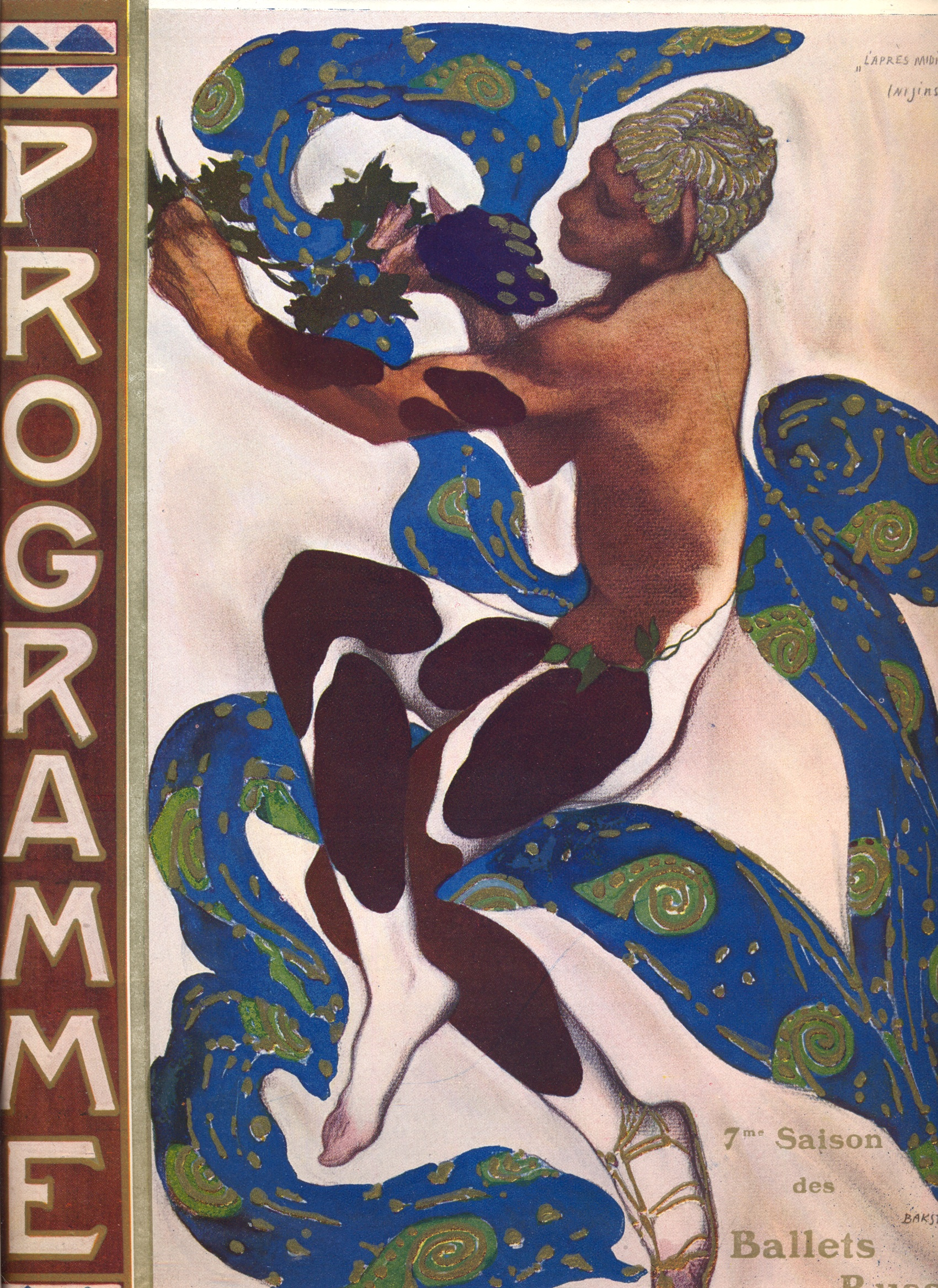
バクストによる牧神のデザイン。片足が裸足。

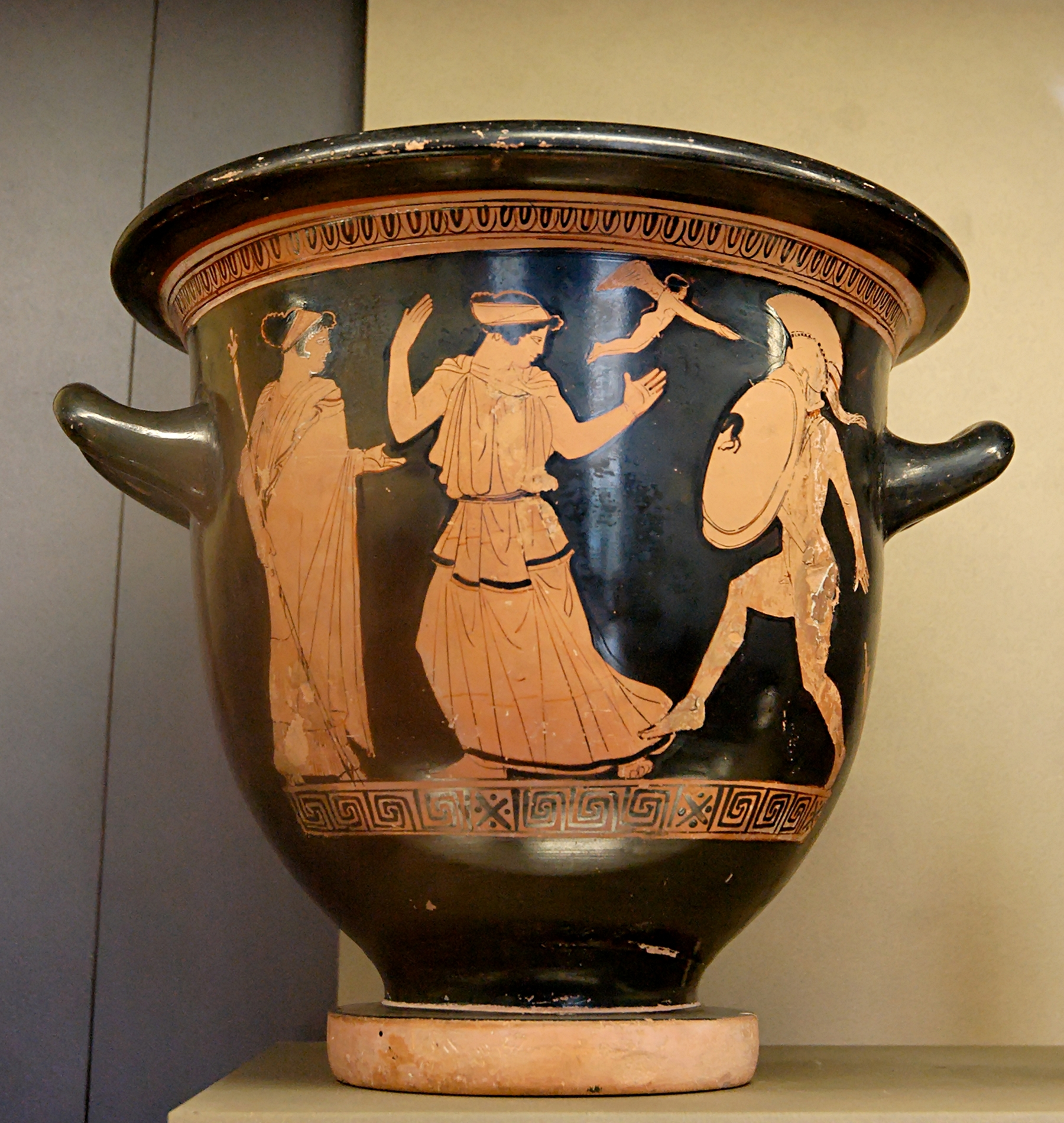
ギリシャの壷絵。ニジンスキーの振付に影響を与えたとされる。

## あらすじ
牧神が岩の上で葡萄を食べていると7人のニンフが現れ水浴を始める。欲情した牧神は岩から降りニンフを誘惑しようとするが、ニンフ達は牧神を恐れて逃げ出してしまう。ひとり残された牧神はニンフの一人が落としたヴェールを拾い上げると、それを岩に敷き、自らを慰める。

## バレエの特徴
バクストのデザインによる牧神は、牛を連想させる斑模様の肌着に、金色の鬘とサンダルという姿であった。
「あらゆるセンチメンタリズムを追放する」と宣言したニジンスキーの振付は古典的なバレエのステップを全面的に排除した、極めて独創的なものであり、舞台上のダンサーは常に観客に対して横を向いたまま、ゆったりと左右に動いた。独特の二次元的な姿勢については、1910年夏にニジンスキーがルーブル美術館を訪れた際に古代エジプトの絵画を見たことが影響しているとされているが、ニジンスキーに影響を与えたのはエジプトの絵画ではなく、同美術館で展示されていた古代ギリシャの壷絵だとする説もある。
ラストシーンでは、ニンフが残していったヴェールの上にうつ伏せになった牧神が下腹部に手を入れて自慰の動作をし、腰を痙攣させて性的な絶頂を表現する。性的なテーマがこれほど露骨な形で表現された舞台作品というのは前代未聞であった。

## 成立の過程
バレエ・リュスの主宰者セルゲイ・ディアギレフは、振付監督ミハイル・フォーキンの能力に限界を感じ、新しい振付師として、同団の中心的ダンサーのひとりであり、同性愛の相手でもあったニジンスキーを起用しようと考えた。ディアギレフがニジンスキーに対し、ドビュッシーの『牧神の午後への前奏曲』に基づくバレエを提案したのは1910年夏ごろと考えられており、ディアギレフの予定を記した「黒い手帖」の9月のページには、1911年の演目として『牧神』と『大いなる生贄』（後の『春の祭典』）が記されている。
この後、ニジンスキーは妹のニジンスカを助手としつつ、約2ヶ月間かけて『牧神の午後』を振付けた。ただし、バレエ・リュスの上演作品は全てフォーキンが振付ける契約になっていたため、フォーキンの離反を恐れたディアギレフは極秘裏に計画を進めた。
『牧神の午後』の振付は1910年末には完成し、1911年初めにニジンスキーのアパートでディアギレフとバクストに踊りが披露された。しかし、古典的な舞踊の訓練を受けたバレリーナにとってニジンスキーの独特な動きをマスターすることは極めて困難であり、さらに4月のモンテカルロ公演の準備が重なったため、『牧神の午後』の初演は1年後に延期された。

## 初演
『牧神の午後』の初演は、1912年5月から6月にかけてパリ・シャトレ座における「第7回セゾン・リュス（ロシア・シーズン）」の中で行われた。牧神はニジンスキー、7人のニンフのうち最も重要な第7のニンフは新人のリディヤ・ネリドヴァが踊り、ニジンスカは第6のニンフ役であった。
公式初演の前日5月28日に関係者を招いて行われた公開リハーサルは、招待客にキャビアとシャンペンが振舞われるという力の入れようであったが、あまりにも革新的な舞台に招待客は唖然とし、幕が降りてもなお2、3分もの間、客席は沈黙に包まれたままであった。このため、興行主ガブリエル・アストゥリュクは観客に向かい、「このような新しい作品は1回観ただけでは理解できないので、もう1回やる」と説明し、再度上演させた。ドビュッシーは、この時見たニジンスキーの振付に対し、後日のインタビューで極めて批判的な評価を述べた。
翌5月29日に公式初演が行われたが、これまでの舞台で観客を魅了してきたニジンスキーの華麗な跳躍は全く見られず、登場人物がぎくしゃくとした動きで行き来する平面的な舞台に多くの観客はとまどい、最後の自慰行為の演技に至って、ほとんどの聴衆はこの作品をマラルメやドビュッシー、バレエに対する冒涜であると断定した。演技中は客席が騒然となることはなかったが、幕が降りると拍手に混じってブーイングが起こり、ディアギレフは前日と同じく、もう1度最初から演技させた。

## 初演後のスキャンダル
初演での観客の反応にもかかわらず、翌日の新聞各紙は概ね好意的な批評記事を掲載したが、『ル・フィガロ』紙では編集長ガストン・カルメット自身の筆により、『牧神の午後』を「常軌を逸した見世物」と弾劾する記事を第1面に大きく掲載した。ディアギレフはただちに抗議の文章と、マラルメの友人であったオディオン・ルドンと、彫刻家オーギュスト・ロダンによる『牧神の午後』を擁護する文章を持って編集室に乗り込んだ。カルメットは公平を期すために、これらの文章を翌日の新聞に掲載した。この文章において、ルドンはマラルメがこの舞台を見ることができなかったことを惜しみ、ロダンはニジンスキーの演技を古代のフレスコ画や彫刻の美に喩えて賛美した。
この騒ぎのため、『牧神の午後』はパリの人々の注目を集め、その後に行われた公演のチケットは完売となった。2回目の上演からは警察が立会ったが、ニジンスキーがラストシーンの表現を若干穏やかなものに変更したこともあり、大きな騒動には至らなかった。一方、6月8日に初演されたフォーキン振付による『ダフニスとクロエ』は『牧神の午後』の話題の陰に隠れてしまい、フォーキンはこれを機にバレエ･リュスを退団した。
『牧神の午後』はこの年だけで15回上演され、12月に行われたベルリン初演も大成功であった。こうしてモダン・バレエの最初の作品とも言える『牧神の午後』は人々に受け入れられた。

## その後の上演史
フォーキンを失ったバレエ・リュスではニジンスキーが『遊戯』（1913年初演）、『春の祭典』（同）を振付けるが、ニジンスキーは勝手に結婚したことがきっかけとなってディアギレフに解雇された。それでも『牧神の午後』はバレエ・リュスのレパートリーとして残り、レオニード・マシーン、ニジンスカ、レオン・ヴォイジコフスキー、セルジュ・リファールらが牧神役を踊った。
1929年にディアギレフが死去しバレエ･リュスは解散となるが、第二次世界大戦までに、マリー・ランベート（ランベール）のバレエ・ランバート、マシーンとルネ・ブルムのバレエ・リュス・ド・モンテカルロ、バジル大佐のバレエ・リュス・ド・モンテカルロ、アメリカン・バレエ・シアターなど数多くのバレエ・カンパニーがバレエ・リュスのダンサー達の記憶に基づいて『牧神の午後』を上演した。
戦後には、1976年にパリ国立オペラがレオニード・マシーンとロモラ・ニジンスキー（ニジンスキー未亡人）の記憶に基づいてニジンスキーの振付を再演し、1980年にはジョフリー・バレエ団がバレエ・ランバートでの版を復活上演した。
一方、第一次世界大戦中にニジンスキーが独自の方法で書き残した舞踊譜は戦後になってからアン・ハッチソン・ゲストやクラウディア・イェシュケらの努力によって解読され、一般的な舞踊記譜法であるラバノーテーション（ラバン式記譜法）に翻訳されて出版された。これにより、ニジンスキーの振付は完全に近い形で再現されるようになり、1988年にはロイヤル・バレエ・スクールによるビデオ収録、翌1989年にはジュリアード音楽院による復元上演、グラン・バレエ・カナディアンによる劇場公演が行われた。
現在、『牧神の午後』は上記のほか、ニンフが1人しか登場しないデュエット版、牧神しか登場しないソロ版など、さまざまなバージョンにより公演が行われている。